# 파에톤

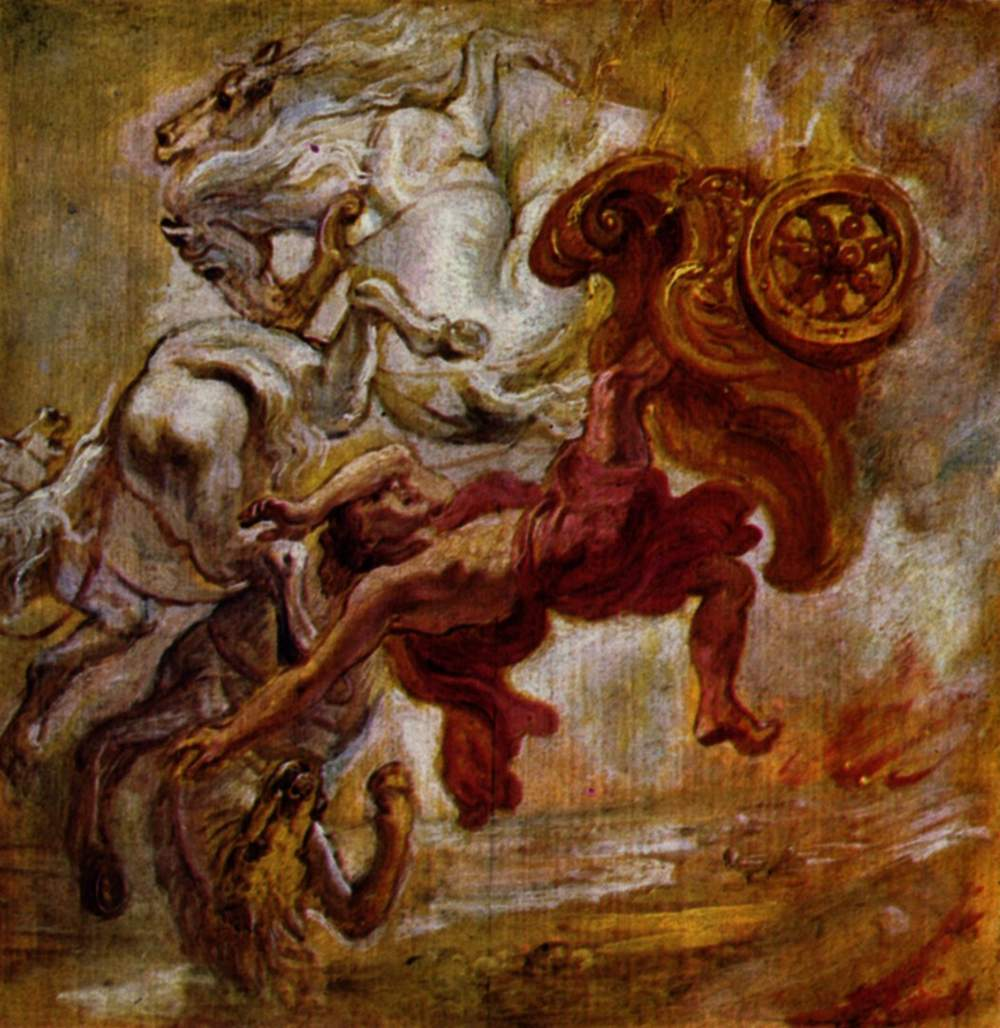
파에톤의 추락, 루벤스 작. (17세기)

파에톤(그리스어: Φαέθων, "빛나는" 이란 뜻)은 그리스 신화에 나오는 인물로 태양신 아폴론(이전의 전승에서는 헬리오스)의 아들이다. 태양신인 아버지를 졸라서 태양을 끄는 마차를 몰다가 통제력을 잃자 제우스의 벼락에 맞아 추락하여 죽었다.

## 파에톤의 이야기
파에톤의 설화에 대한 가장 유명한 이야기는 오비디우스의 《변신이야기》제2권에 나온다.
파에톤은 태양신 아폴론과 오케아니스인 클리메네 사이에서 태어난 아들이다. 하루는 파에톤이 친구 에파포스(제우스와 이오의 아들임)와 이야기 하다가 족보 자랑을 하는 것을 보고 자신도 아폴론(태양신)의 아들이라고 말해 놀림을 받는다. 파에톤은 어머니를 졸라 아버지 아폴론을 찾아가서 자신이 아들임을 증명하고자 했다.
아들을 만난 아폴론은 자신이 아버지임을 밝히면서 그 증거로 파에톤의 소원은 무엇이든 들어준다고 스틱스 강에 맹세했다. 파에톤은 소원으로 아버지가 모는 태양의 마차를 몰게 해달라고 졸랐다. 태양의 마차는 네 마리의 날개달린 거친 천마(天馬)가 이끄는 마차로 조정하기가 매우 힘들어 태양신인 아폴론이나 헬리오스만이 몰 수 있었다. 아폴론은 자신의 맹세를 후회했지만 아침이 되자 아들에게 마차를 내어주면서 너무 높지도 않고 너무 낮지도않게 하늘의 중간으로만 몰고 가라고 신신당부 했다.
새벽이 걷히자 파에톤은 태양의 마차를 몰고 하늘로 날아올랐다. 마차는 조정하기가 너무 힘들어 처음에는 너무 높게 하늘을 날았다. 그러자 대지는 너무 추워 떨었다. 그 다음에 파에톤은 너무 낮게 대지에 가깝게 마차를 몰았다. 그러자 대지는 너무 뜨거워져서 불타버렸다. 이때부터 아프리카는 사막이 되었고 에티오피아 사람들의 피부는 까맣게 되었다고 한다. 모든 강물과 바다마저 말라버릴 지경이었다. 참다 못한 제우스가 개입하여 벼락을 마차에 던졌다. 파에톤은 제우스의 벼락을 맞고 마차에서 떨어져 죽었다.
파에톤의 그을린 시체는 에리다노스 강에 떨어졌다고 하며 파에톤의 여동생들은 파에톤의 죽음을 슬퍼하다가 포폴라 나무로 변했고 그녀들이 흘린 눈물은 나무수액이되고 태양빛을 받으면 보석 호박으로 변하게 되었다고 한다.

## 같이 보기
- 벨레로폰
- 이카로스
- 루시퍼
- 로도스의 아폴로니오스
- 디오도로스 시켈로스
- 이오안네스 트제트제스
- 코인토스 스미르나이오스
- 논노스
- 루키아노스
- 파우사니아스 (지리학자)
- 헤시오도스
- 오비디우스
- 가이우스 율리우스 히기누스
- 베르길리우스
- 마르쿠스 툴리우스 키케로
- 가이우스 플리니우스 세쿤두스
- 루키우스 안나이우스 세네카

1. ↑  저승의 강인 스틱스에 맹세한 것은 신들도 어길수 없었다.